# 북제주군수 선거
북제주군수 선거는 제주도 북제주군의 군수를 선출하는 선거였다. 2006년 북제주군이 제주시에 통합되면서 폐지되었다.

## 역대 민선 북제주군수
| 선거   | 정당 | 정당       | 군수   |
| ------ | ---- | ---------- | ------ |
| 1995년 |      | 민주자유당 | 신철주 |
| 1998년 |      | 한나라당   | 신철주 |
| 2002년 |      | 한나라당   | 신철주 |

## 역대 선거 결과

### 제1회 전국동시지방선거
|  | 37.19% |

|  | 25.09% |

|  | 15.58% |

|  | 13.79% |

|  | 8.33% |

### 제2회 전국동시지방선거
|  | 62.77% |

|  | 37.22% |

### 제3회 전국동시지방선거
|  | 60.27% |

|  | 39.72% |

## 같이 보기
- 북제주군수